# Зеленогайский сельский округ
Зеленогайский сельский округ (каз. Зеленогай ауылдық округі) — административная единица в составе Тайыншинского района Северо-Казахстанской области Казахстана. Административный центр — село Зелёный Гай.
Население — 2108 человек (2009, 2653 в 1999, 3754 в 1989).

## Социальные объекты
По состоянию на 1 января 2021 года в сельском округе имеются 2 средние школы, детский сад, дошкольный мини-центр, дом культуры, 2 библиотеки, фельдшерско-акушерский пункт, медицинский пункт.

## Общественные объединения
- Совет аксакалов
- Совет медиаторов

## Религиозные объединения
- Римско-католический приход Сошествия Святого Духа
- Мечеть
- Молитвенный дом

## История
Зеленогайский сельский совет образован 29 июля 1936 года. 24 декабря 1993 года решением главы Кокчетавской областной администрации образован Зеленогайский сельский округ.
В состав сельского округа 7 апреля 1997 года была присоединена часть территории ликвидированного Новодворовского сельского совета (село Новогречановка). Село Жаркайын было ликвидировано в 2013 году.

## Состав
В состав округа входят такие населенные пункты:
| Населенный пункт     | Население, человек (1989) | Население, человек (1999) | Население, человек (2009) |
| -------------------- | ------------------------- | ------------------------- | ------------------------- |
| Жаркайын, село       | 80                        | 58                        | 26                        |
| Зелёный Гай, село    | 2260                      | 1803                      | 1484                      |
| Новогречановка, село | 1414                      | 792                       | 598                       |